# قائمة البلدان من حيث عدد السكان لعام 1900م
هذه قائمة بالدول حسب عدد السكان في عام 1900 تحسب الممتلكات الاستعمارية ضمن إجمالي الدولة الحاكمة (مثل بولندا التي يتضمن عدد سكانها في روسيا وكوبا التي كانت تحتلها الولايات المتحدة). الأرقام التقديرية هي من بداية العام والأرقام السكانية الدقيقة هي للبلدان التي أجرت تعدادا في تواريخ مختلفة في عام 1900.

## القائمة
| الترتيب | الدولة\المقاطعة | تقدير عدد السكان ق. 1900  | النسبة   |
| ------- | --- | ------------------------- | -------- |
| 1       | الإمبراطورية البريطانية التقسيمات - - الإمبراطورية البريطانية – 301,041,000 التقسيمات - - الراج البريطاني – 311,000,000 - سيلان البريطانية – 3,912,000 - Federated Malay States – 900,000 - مستعمرات المضيق – 550,000 - مملكة سراوق – 500,000 - هونغ كونغ – 325,000 - شمال بورنيو – 300,000 - قبرص – 240,000 - البحرين – 70,000 - سلطنة مسقط – 70,000 - المالديف – 57000 - عدن – 45,000 - إمارة الكويت – 40,000 - بروناي – 22,000 - قطر – 11,000 - إفريقيا البريطانية – 44,587,195 التقسيمات - - مصر – 10,000,000 - محمية نيجيريا الشمالية – 8,500,000 - محمية نيجيريا الجنوبية – 7,500,000 - السودان – 5,588,000 - مستعمرة كيب – 2,500,000 - أوغندا – 1,649,000 - ساحل الذهب البريطاني – 1,486,400 - كينيا – 1,352,000 - سيراليون – 1,027,000 - مستعمرة ناتال – 925,100 - رودسيا الشمالية – 770,000 - نياسالاند – 717,000 - رودسيا الجنوبية – 692,000 - باسوتولاند – 383,000 - موريشيوس البريطانية– 375,000 - الصومال البريطاني – 300,000 - سلطنة زنجبار – 250,000 - غامبيا – 165,000 - Bechuanaland – 90,000 - إسواتيني – 90,000 - سيشل – 22,000 - Witu Sultanate – 15,000 - سانت هيلينا – 4,500 - Ascension Island – 100 - تريستان دا كونا – 95 - المملكة المتحدة – 44,498,900 - كندا – 5,301,000 - أستراليا – 3,765,700 - British West Indies – 1,685,000 التقسيمات - - جامايكا – 720,000 - ترينيداد وتوباغو – 320,000 - باربادوس – 182,000 - غرينادا – 70,000 - جزر البهاما – 55,000 - سانت لوسيا – 50,000 - سانت فينسنت والغرينادين – 49,000 - هندوراس البريطانية – 45,000 - سانت كيتس ونيفيس – 45,000 - أنتيغوا وباربودا – 35,000 - دومينيكا – 32,000 - برمودا – 20,000 - مونتسرات – 12,000 - جزر توركس وكايكوس – 5,500 - جزر العذراء البريطانية – 5,000 - جزر كايمان – 5,000 - أنغويلا – 4,500 - نيوزيلندا – 802,200 - غيانا البريطانية – 300,000 - نيوفندلاند ولابرادور – 230,000 - Western Pacific Territories – 375,689 التقسيمات - - جزر سليمان – 135,000 - مستعمرة فيجي – 125,000 - New Hebrides – 50,000 - Gilbert Islands – 30,000 - تونغا – 21,000 - جزر كوك – 6,000 - نييوي – 4,000 - Ellice Islands – 2,400 - جزيرة كريسماس – 900 - جزر كوك – 650 - توكيلاو – 500 - جزر بيتكيرن – 170 - جزر فينيكس – 69 - مالطا – 195,000 - جبل طارق – 29,000 - جزر فوكلاند – 2,300 | ~400,800,000[بحاجة لمصدر] | 23.51%   |
| 2       | سلالة تشينغ الحاكمة – 4,200,000 | 400,000,000[بحاجة لمصدر]  | 23.5%    |
| 3       | روسيا التقسيمات - - البر الرئيسي الروسي – 73,000,000 - كونغرس بولندا – 14,103,766 - دوقية فنلندا الكبرى – 2,655,900 - إمارة بخارى - 1,250,000 - خانية خيوة - 400,000 | 136,305,900[بحاجة لمصدر]  | 8.0%     |
| 4       | الولايات المتحدة التقسيمات - - الولايات المتحدة – 75,994,575 - كوبا – 1,600,000 - بورتوريكو – 986,000 - إقليم هاواي ‏ – 154,000 - Alaska – 63,592 - غوام – 12,000 - ساموا الأمريكية – 6,000 | 78,816,167[بحاجة لمصدر]   | 4.6%     |
| 5       | الإمبراطورية الاستعمارية الفرنسية التقسيمات - - فرنسا – 38,900,000 - الهند الصينية الفرنسية – 15,164,500 - غرب إفريقيا الفرنسي – 11,439,000 - شمال إفريقيا الفرنسية – 5,575,000 - مدغشقر الفرنسية ‏ – 2,539,500 - إفريقيا الاستوائية الفرنسية – 1,825,000 - الهند الفرنسية – 280,000 - الهند الغربية الفرنسية – 375,000 التقسيمات - - غوادلوب – 190,000 - مارتينيك – 185,000 - غوانغجووان ‏ – 185,000 - كاليدونيا الجديدة – 54,000 - الصومال الفرنسي – 50,000 - New Hebrides – 50,000 - بولينزيا الفرنسية – 30,000 - غويانا الفرنسية – 24,000 - واليس وفوتونا – 6,000 - سان بيير وميكلون – 5,000 | 78,790,700[بحاجة لمصدر]   | 4.6%     |
| 6       | الإمبراطورية الألمانية الاستعمارية التقسيمات - - ألمانيا – 56,367,178 - الكاميرون الألمانية – 3,500,000 - شرق إفريقيا الألمانية – 3,500,000 - مورسنت الحيادية – 3,000 - 67,609,178 | 4.0%                      |          |
| 7       | الإمبراطورية النمساوية المجرية التقسيمات - - المجر – 6,800,000 - النمسا – 6,000,000 - بوهيميا – 6,000,000 - أوكرانيا – 5,300,000 - مورافيا – 3,000,000 - سلوفاكيا – 2,700,000 - المملكة الكرواتية السلافونية – 2,100,000 - ترانسيلفانيا – 2,100,000 - البوسنة والهرسك – 1,600,000 - دلماسية – 1,300,000 - سلوفينيا – 1,200,000 | 48,300,000 [بحاجة لمصدر]  | 2.8%     |
| 8       | الإمبراطورية الهولندية التقسيمات - - الهند الشرقية الهولندية – 42,746,000 - هولندا – 5,104,100 - سورينام – 86,000 - جزر الأنتيل الهولندية – 44,000 | 47,980,100[بحاجة لمصدر]   | 2.8%     |
| 9       | اليابان التقسيمات - - اليابان – 43,847,000 - تايوان - 2,758,161 | 46,605,000                | 2.7%     |
| 10      | إيطاليا التقسيمات - - إيطاليا – 32,475,000 - الصومال الإيطالي - 400,000 - إرتريا الإيطالية - 220,000 | 33,095,000[بحاجة لمصدر]   | 1.9%     |
| 11      | الدولة العثمانية | 31,706,300[بحاجة لمصدر]   | 1.9%     |
| 12      | خلافة صكتو | 10-20,000,000             | 0.6-1.1% |
| 13      | الإمبراطورية الإسبانية التقسيمات - - إسبانيا – 18,594,000 - إسبانيا غينيا الإٍسبانية – 150,000 - إسبانيا الوادي الذهبي – 40,000 - Fernando Po – 25,000 - المغرب الإسباني – 22,000 - Elobey, Annobón, and Corisco – 3,000 | 18,834,000[بحاجة لمصدر]   | 1.1%     |
| 14      | الجمهورية البرازيلية الأولى | 17,984,000[بحاجة لمصدر]   | 1.1%     |
| 16      | كوريا | 17,082,000                | 1.0%     |
| 17      | الإمبراطورية البلجيكية الاستعمارية التقسيمات - - دولة الكونغو الحرة – 8,730,000 - بلجيكا – 6,693,500 - مورسنت الحيادية – 3,000 | 15,426,500[بحاجة لمصدر]   | 0.9%     |
| 18      | المكسيك | 13,607,000[بحاجة لمصدر]   | 0.8%     |
| 19      | الإمبراطورية البرتغالية التقسيمات - - البرتغال – 5,450,000 - أنغولا البرتغالية – 4,790,000 - موزمبيق البرتغالية – 2,239,000 - الهند البرتغالية – 475,000 - تيمور البرتغالية – 300,000 - الأزور – 260,000 - غينيا البرتغالية – 200,000 - ماديرا – 160,000 - الرأس الأخضر البرتغالي ‏ – 140,000 - ماكاو البرتغالية – 80,000 - ساو تومي وبرينسيب البرتغالية – 61,000 | 12,434,000[بحاجة لمصدر]   | 0.7%     |
| 20      | الإمبراطورية الإثيوبية | 12,180,600                | 0.7%     |
| 21      | الدولة القاجارية | 9,860,000[بحاجة لمصدر]    | 0.6%     |
| 22      | جمهورية الفلبين الأولى | 7,409,000[بحاجة لمصدر]    | 0.4%     |
| 23      | الاتحاد بين السويد والنرويج التقسيمات - - السويد – 5,136,400 - النرويج – 2,218,000 | 7,354,400[بحاجة لمصدر]    | 0.4%     |
| 24      | المغرب | 7,000,000                 | 0.4%     |
| 25      | تايلاند | 6,320,000[بحاجة لمصدر]    | 0.4%     |
| 26      | رومانيا | 6,000,000[بحاجة لمصدر]    | 0.4%     |
| 27      | أفغانستان | 4,550,000[بحاجة لمصدر]    | 0.3%     |
| 28      | الأرجنتين | 4,542,000[بحاجة لمصدر]    | 0.3%     |
| 29      | إمارة آل رشيد | ~4,218,000[بحاجة لمصدر]   | ~0.2%    |
| 30      | كولومبيا | 4,157,000[بحاجة لمصدر]    | 0.2%     |
| 31      | إمارة بلغاريا | 3,744,300[بحاجة لمصدر]    | 0.2%     |
| 32      | نيبال | 3,599,000[بحاجة لمصدر]    | 0.2%     |
| 33      | سويسرا | 3,315,400[بحاجة لمصدر]    | 0.2%     |
| 34      | تشيلي | 3,110,100[بحاجة لمصدر]    | 0.18%    |
| 35      | بيرو | 3,000,000[بحاجة لمصدر]    | 0.18%    |
| 36      | صربيا | 2,579,800[بحاجة لمصدر]    | 0.15%    |
| 37      | الإمبراطورية الدنماركية الاستعمارية التقسيمات - - الدنمارك – 2,430,000 - تاريخ آيسلنداآيسلندا – 82,000 - الهند الغربية الدنماركية – 28,000 - جزر فارو – 17,000 - جرينلاند – 13,000 | 2,569,000[بحاجة لمصدر]    | 0.15%    |
| 39      | فنزويلا | 2,445,000[بحاجة لمصدر]    | 0.14%    |
| 40      | بوليفيا | 1,766,000[بحاجة لمصدر]    | 0.1%     |
| 41      | ترانسفال | 1,400,000[بحاجة لمصدر]    |          |
| 42      | الإكوادور | 1,271,900[بحاجة لمصدر]    |          |
| 43      | الأوروغواي | 943,000[بحاجة لمصدر]      |          |
| 44      | غواتيمالا | 885,000[بحاجة لمصدر]      |          |
| 45      | السلفادور | 801,000[بحاجة لمصدر]      |          |
| 46      | ليبيريا | 641,000[بحاجة لمصدر]      |          |
| 47      | باراغواي | 635,600[بحاجة لمصدر]      |          |
| 48      | جمهورية الدومينيكان | 600,000[بحاجة لمصدر]      |          |
| 49      | هندوراس | 543,700[بحاجة لمصدر]      |          |
| 50      | سلطنة مسقط وعمان | 500,000[بحاجة لمصدر]      |          |
| 51      | نيكاراغوا | 429,300[بحاجة لمصدر]      |          |
| 52      | أورانج فري ستيت | 400,000[بحاجة لمصدر]      |          |
| 53      | كوستاريكا | 341,600[بحاجة لمصدر]      |          |
| 54      | الجبل الأسود | 320,000[بحاجة لمصدر]      |          |
| 55      | بوتان | 280,000[بحاجة لمصدر]      |          |
| 56      | لوكسمبورغ | 252,000[بحاجة لمصدر]      |          |
| 57      | موناكو | 19,000[بحاجة لمصدر]       |          |
| 58      | سان مارينو | 11,000[بحاجة لمصدر]       |          |
| 59      | ليختنشتاين | 10,000[بحاجة لمصدر]       |          |
| 60      | أندورا | 6,000[بحاجة لمصدر]        |          |